# Fortí a la serra dels Valencians
El Fortí a la serra dels Valencians és una obra de Riba-roja d'Ebre (Ribera d'Ebre) declarada Bé Cultural d'Interès Nacional.

## Descripció
Restes d'una torre situades en un turó de la serra dels Valencians, al sud de la central hidroelèctrica. És de planta quadrangular amb les cantonades tallades al biaix. S'hi conserva alguna espitllera. El parament és de pedres de diverses dimensions unides amb morter i disposades en filades irregulars.